# Burglar Proof
Burglar Proof er en amerikansk stumfilm fra 1920 af Maurice Campbell.

## Medvirkende
- Bryant Washburn som John Harlow
- Lois Wilson som Laura Lowell
- Grace Morse som Jenny Larkin
- Emily Chichester som Clara
- Clarence Geldart som Richard Crane
- Clarence Burton som Martin Green
- Tom Bates som Jim Harlow
- Hayward Mack som George
- Blanche Gray som Lowell